# انتخاب مواد
انتخاب مواد، یکی از اولین مراحل طراحی هر موضوع فیزیکی است. در زمینه طراحی و تولید هدف اصلی انتخاب مواد، بهینه سازی ارزش و قیمت مواد می باشد. این مسیر انتخاب بر اساس خصوصیات و بهای تمام شده ماده مورد نظر انجام می‌گیرد. به عنوان مثال یک پوشش حرارتی باید هدایت گرمایی ضعیفی داشته باشد برای به حداقل رساندن انتقال گرما.
نمودار اشبی یک ابزار گرافیکی است که برای نمایش و بررسی روابط بین خواص مختلف مواد مهندسی استفاده می‌شود. این نمودار به صورت یک گراف دارای گره‌ها و یال‌های استوانه‌ای نمایش داده می‌شود. هر گره در نمودار اشبی نمایانگر یک خصوصیت مهم ماده است و یال‌ها نشان‌دهنده روابط بین این خصوصیت‌ها هستند. در نمودار اشبی، خواص مختلفی مانند مقاومت، سختی، الاستیسیته، چگالی و حرارت گره‌ها را نمایش می‌دهند. این خواص را می‌توان بر اساس معیارهای مختلفی مانند معیارهای مکانیکی، حرارتی، الکتریکی و شیمیایی تعریف کرد. با استفاده از نمودار اشبی، می‌توان به راحتی روابط بین خواص مختلف را تحلیل کرده و موادی را با خواص مشابه در یک گروه قرار داد. همچنین، این نمودار می‌تواند به طراحان و مهندسان در انتخاب مواد مناسب برای یک هدف خاص کمک کند. نمودار اشبی به عنوان یک ابزار مفید در تحلیل و مقایسه خواص مواد مهندسی استفاده می‌شود و به صورت گسترده‌ای در صنایع مختلف از جمله خودروسازی، هوافضا، الکترونیک و مهندسی مواد مورد استفاده قرار می‌گیرد.

## دیاگرام اشبی
دیاگرام اشبی بر گرفته شده از نام مایکل اشبی در دانشگاه کمبریج است و این دیاگرام نشان دهنده دو یا چند خاصیت ماده است یا به عبارتی طبقه بندی ماده جهت مقایسه نرخ اندازه گیری شده بین خصوصیات مختلف به‌طور مثال نسبت استحکام به سبکی ماده . این دیاگرام شامل دو محور است که یک محور نشان دهنده مدول یانگ و محور دیگر نشان دهنده چگالی ماده است که خانواده مواد به وسیله رنگ‌های مختلف از هم جدا شده‌اند مانند پلیمرها،فوم،فلزات، و غیره ...
با توجه به تقسیم‌بندی اشبی مواد مهندسی به شش دسته بزرگ فلزات، پلیمرها، الستومرها، سرامیک‌ها ، شیشه ها و هیبرید‌ها طبقه بندی میشوند. هر یک از این گروه‌ها دارای خواص و رفتار فیزیکی مکانیکی منحصر به فرد هستند که آن‌ها را از یکدیگر متمایز می‌کند. این تقسیم‌بندی باعث می‌شود نحوه فرآیند پذیری و زمینه کاربرد هر يک از این گروه‌ها مشابه باشد. با استفاده از رویکرد اشبی، می‌توان بهبود فرایند طراحی و تولید محصول را با ضریب اطمینان بسیار بالاتری انجام داد. با این روش، می‌توان مرحله انتخاب مواد را با دقت بیشتری انجام داد. در صورت جایگزین استفاده از روش اشبی با روش‌های تولید مبتنی بر ارزیابی مکرر (صحیح و خطا) می‌توان هزینه‌های تولید را به طور قابل توجهی کاهش داد.

## نحوه عملکرد انتخاب
به‌طور مثال اگر موضوع اصلی طراحی استحکام یک صفحه باشد طراح به یک ترکیب بهینه از چگالی و مدول یانگ احتیاج دارد و همچنین مقدار بهینه قیمت محصول که این یک فرایند پیچیده و سخت است که انجام آن به صورت دستی بسیار دشوار است.

## روش های کلی برای کاربرد دیاگرام اشبی
۱:متغیرهای مواد که خصوصیات ذاتی مواد را تشکیل می دهند مانند چگالی، مدول یانگ، استحکام تسلیم،تنش و..
۲:متغیرهای مستقل که شامل یک کمیت عددی است و می‌تواند در یک چرخه بار گذاری تغییر کند به‌طور مثال اعمال نیرو
۳:متغیرهایی که به صورت محدود در نظر گرفته می‌شود همانند میزان جذب یا انعکاس مقدار موج
ادامه این روش منجرب به ایجاد یک معادله می‌شود که این معادله عددی مشخص می‌کند که چگونه ماده مورد نظر برای موقعیت در نظر گرفته شده مطلوب می‌باشد .
سپس نمودار این معادله روی دیاگرام اشبی منتقل می‌شود که با بازرسی چشمی مطلوب‌ترین ماده مورد نظر انتخاب می‌شود.

## مثالی از کاربرد دیاگرام اشبی
به عنوان مثال دو نمودار ایجاد شده برای نسبت کشش{\displaystyle \sigma /\rho } و نسبت خمش{\displaystyle \sigma /\rho } ایجاد می‌شود که اولین مرحله رسم این نمودار هاست که به‌طور مثال برای نمودار کشش {\displaystyle P_{CR}=\sigma /\rho } این مقدار ۰.۱ و برای خمش {\displaystyle P_{CR}={\sqrt {\sigma }}/\rho } این مقدار به‌طور تقریبی ۰.۰۳۱۶ بدست می آید .
این نمودارها ابتدا رسم می‌شوند که برای نمودار خمش می‌توان ناحیه‌های بالاتر از نمودار را در نظر گرفت که شامل فوم‌ها و در نهایت سرامیک‌ها در ناحیه صورتی رنگ می‌باشد  به طوری که ناحیه‌های زیر این نمودار مثل سمت راست ناحیه خاکستری که نشان دهنده بدترین نوع انتخاب برای این مواد هستند.سپس نمودار کششی بررسی می‌شود که تنها منطقه ای که از این نمودار بالاتر است همان منطقه صورتی رنگ که نشان دهنده مواد سرامیکی هست بنابراین بهترین انتخاب شامل منطقه سمت چپ بالای این ناحیه می‌باشد  که شامل برن کاربید  است. البته با در نظر گرفتن میزان هزینه این یک انتخاب بهینه نخواهد بود که با یک تخمین مهندسی می‌توان مواد کامپوزیتی(به انگلیسی: CFRP) را به عنوان یک ماده مناسب با توجه به توجیه اقتصادی انتخاب کرد .
.